# Mottesundet
Der Mottesundet (norwegisch) ist eine Meerenge im Südatlantik. Sie trennt die Landspitze Catoodden der Bouvetinsel von der südwestlich vorgelagerten Larsøya.
Wissenschaftler des Norwegischen Polarinstituts benannten sie. Der weitere Benennungshintergrund ist nicht überliefert.